# Lutica kovvurensis
Lutica kovvurensis is een spinnensoort in de taxonomische indeling van de mierenjagers (Zodariidae).
Het dier behoort tot het geslacht Lutica. De wetenschappelijke naam van de soort werd voor het eerst geldig gepubliceerd in 1993 door C. Adinarayana Reddy & Patel.